# Relazioni bilaterali tra Cina e Taiwan

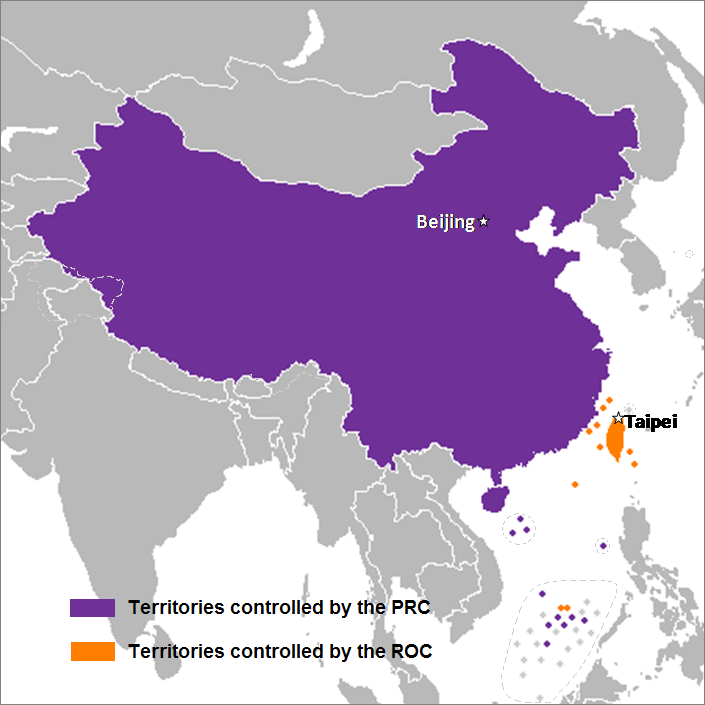
Territori attualmente amministrati dai due governi: la Repubblica Popolare Cinese (in viola) ed il Taiwan (in arancio). La grandezza delle isole minori è stata esagerata in questa mappa per facilitarne l'identificazione.

Le relazioni bilaterali Cina-Taiwan sono le relazioni diplomatiche che intercorrono tra le due entità politiche, separate dallo stretto di Taiwan, nell'Oceano Pacifico:
- La Repubblica Popolare Cinese, comunemente nota col nome di "Cina" dal 1972
- La Repubblica di Cina, nota oggi col nome di "Taiwan", ma nota col nome di "Cina" sino al 1972.

Le loro relazioni sono tutt'oggi complesse e controverse per la disputa sullo status politico di Taiwan dopo l'amministrazione dell'isola trasferita alla fine della seconda guerra mondiale nel 1945 dal Giappone alla Cina e lo scoppio nel 1946 di una guerra civile, oltre alla questione chiave della definizione dei confini delle acque che dividono i due paesi (chiamati nel complesso le "Due Cine").
Nel 1949, quando la guerra civile cinese si rivolse decisamente a favore del Partito Comunista Cinese, la Repubblica di Cina guidata dal Kuomintang si ritirò a Taiwan e vi pose la capitale provvisoria a Taipei, mentre la Repubblica Popolare Cinese proclamò appuntò un'altra repubblica in Cina con capitale Pechino.
Da allora, le relazioni tra i due governi di Pechino e Taipei sono state caratterizzate da contatti limitati, tensioni ed instabilità, per il fatto che la guerra civile si è fermata solo formalmente con la firma del trattato di pace ma i due paesi sono tecnicamente ancora in stato di guerra. Nei primi anni i conflitti militari continuarono, mentre i rispettivi governi competevano per ritenersi ciascuno il "legittimo governo della Cina". Più recentemente, la questione si è imposta sullo status politico e legale di Taiwan che si è focalizzato nel possesso delle acque dello stretto di Taiwan e quindi in ultima analisi nell'unificazione dei due paesi o nel riconoscimento della piena indipendenza del Taiwan. La Repubblica Popolare Cinese rimane ostile ad ogni forma di dichiarazione di indipendenza e mantiene le proprie pretese sul Taiwan. Nel contempo, si sono incrementati gli scambi non governativi o semi-governativi tra le due parti. Dal 2008, sono iniziati dei negoziati per ristabilire i "tre collegamenti" fondamentali per i due stati (trasporti, commercio e comunicazioni) che erano stati drasticamente tagliati dal 1949. Sono anche ripresi i negoziati tra i relativi governi.

## Comparazione tra i due stati
| Nome comune                   | Cina                                            | Taiwan                                                |
| Nome ufficiale                | Repubblica Popolare cinese                      | Repubblica di Cina                                    |
| ----------------------------- | ----------------------------------------------- | ----------------------------------------------------- |
| Bandiera                      | Cina (bandiera)                                 | Taiwan (bandiera)                                     |
| Area                          | 9.596.961 km²                                   | 36.193 km²                                            |
| Capitale                      | Pechino                                         | Taipei                                                |
| Città più grande              | Shanghai                                        | Nuova Taipei                                          |
| Nome della popolazione        | Cinese                                          | Taiwanese                                             |
| Inno nazionale                | Marcia dei Volontari                            | Zhōnghuá Míngúo gúogē                                 |
| Governo                       | Repubblica socialista unitaria a partito unico  | Repubblica costituzionale unitaria semi-presidenziale |
| Legislatura                   | Congresso nazionale del popolo                  | Yuan Legislativo                                      |
| Lingue ufficiali              | Cinese mandarino                                | taiwanese lingue formosane Hakka                      |
| Scrittura ufficiale           | Caratteri cinesi semplificati                   | Caratteri cinesi tradizionali                         |
| Traslitterazione              | Hanyu Pinyin                                    | Bopomofo, Hanyu Pinyin                                |
| Moneta                        | Renminbi, Dollaro di Hong Kong, Pataca macaense | Dollaro taiwanese                                     |
| Codici                        | +86,+852,+853                                   | +886                                                  |
| Dominio nazionale di internet | .cn, .hk, .mo                                   | .tw                                                   |

## Storia

### Prima del 1949

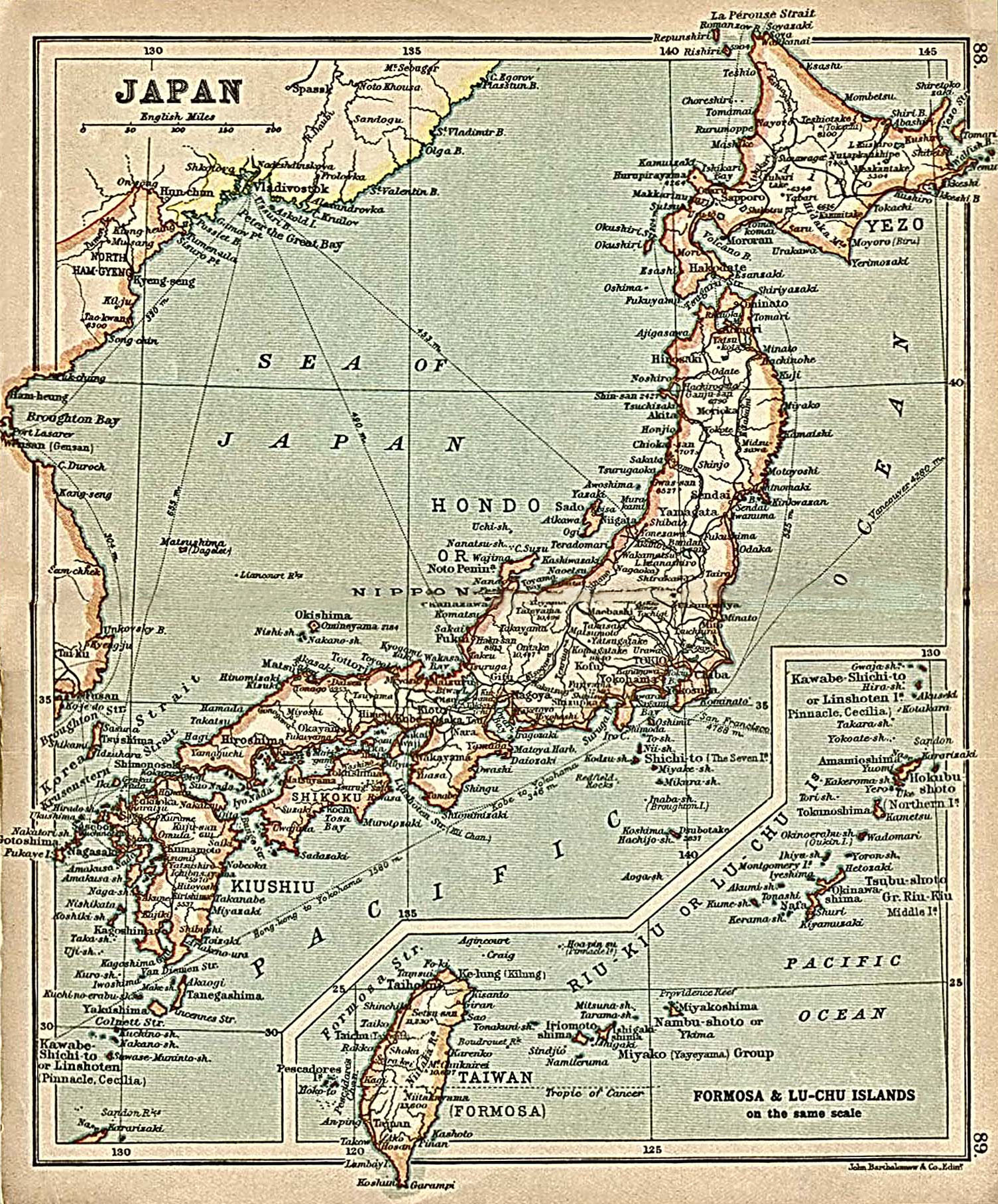
Una mappa del 1912 dell'Impero giapponese che mostra il Taiwan compreso nei domini giapponesi dal 1895 al 1945.

I primi contatti storici tra Cina e Taiwan furono di tipo culturale, sociale e tecnologico. Ad ogni modo, nei tempi antichi, nessuna dinastia cinese pensò mai di incorporare il Taiwan nei propri domini formalmente. Tra XVI e XVII secolo, il Taiwan attirò l'attenzione dapprima dei portoghesi, poi degli olandesi ed infine degli spagnoli durante le loro esplorazioni. Nel 1624 gli olandesi stabilirono il loro primo insediamento nel Taiwan. Nel 1662, Koxinga (Zheng Chenggong), leale alla dinastia dei Ming, sconfisse gli olandesi e prese per sé l'isola, stabilindo il primo formale regime Han nel Taiwan. Gli eredi di Koxinga utilizzarono il Taiwan come base per lanciare dei raids verso la Cina propriamente detta e contro il Manchu durante l'era della dinastia Qing. Ad ogni modo, vennero sconfitti nel 1683 dalle forze Qing. L'anno successivo, il Taiwan venne incorporato nella provincia di Fujian. Nei due secoli successivi, ad ogni modo, il governo imperiale cinese tributò ben poche attenzioni al Taiwan.
La situazione cambiò radicalmente nel XIX secolo quando altre potenze iniziarono a puntare al Taiwan per la sua posizione strategica e le sue risorse. Per tutta risposta, l'amministrazione iniziò a modernizzarsi. Nel 1887 venne istituita con decreto imperiale la provincia di Fujian-Taiwan. Nel giro di 10 anni, il Taiwan era divenuta una delle provincie più moderne dell'impero. Ad ogni modo, la caduta della dinastia Qing fermò lo sviluppo del Taiwan, e nel 1895, a seguito della sua sconfitta nella prima guerra sino-giapponese, il governo imperiale dovette cedere il Taiwan al Giappone in perpetuo. I lealisti Qing cercarono di resistere al governo giapponese fondando la "Repubblica di Taiwan", ma l'ordine venne ben presto ristabilito dalle autorità imperiali giapponesi.
Il Giappone governò il Taiwan sino al 1945. Durante questo periodo, l'isola fu parte dell'impero giapponese e come tale da esso dipese a livello di relazioni estere, dapprima con l'Impero cinese e poi con la Repubblica. Nel 1945 il Giappone venne sconfitto nella seconda guerra mondiale e le sue forze dovettero cedere il Taiwan agli Alleati, sotto il governo del Kuomintang. Il periodo post-bellico (1945–1949) venne segnato da conflitti a livello locale come l'incidente del 28 febbraio 1947, iniziando a mostrare i primi segni d'indipendentismo.
La Cina era coinvolta in una guerra civile su vasta scala. Nel 1949 la guerra civile fece sì che il 1º ottobre 1949 il partito comunista cinese sotto la guida di Mao Zedong fondasse la Repubblica Popolare Cinese a Pechino, mentre una parte del governo decise di ritirarsi in Taiwan fondando la Repubblica di Cina a Taipei nel dicembre di quello stesso anno.

### Stallo militare alla guerra diplomatica (1949–1979)
I due governi continuarono a rimanere in uno stato di guerra sino al 1979. Nell'ottobre del 1949, la Repubblica Popolare Cinese tentò di prendere il Taiwan attaccando l'isola di Kinmen nella battaglia di Kuningtou, ma dovette fermarsi dall'avanzare verso Taiwan. Già nel 1950 erano state tentate delle operazioni di sbarco da parte dei cinesi a Taiwan sull'isola di Hainan, come pure la presa delle isole Wanshan al largo della costa di Guangdong (maggio–agosto 1950) e dell'isola di Zhoushan al largo di Zhejiang (maggio 1950).
Nel giugno del 1949, la repubblica in Cina decise di chiudere tutti i suoi porti. Dal momento però che la rete ferroviaria cinese era ancora arretrata, il Taiwan ebbe gioco facile a sfruttare liberamente le vie marittime dell'area.
Un gruppo di 12.000 soldati del Taiwan si portò quindi a Burma da dove continuò a lanciare degli attacchi di guerriglia alla Cina meridionale. Il loro capo, il generale Li Mi, era pagato e salariato dal governo del Taiwan e ricevette il titolo nominale di governatore di Yunnan. Inizialmente, gli Stati Uniti supportarono tramite la CIA queste operazioni ma dopo che il governo burmese si appellò alle Nazioni Unite nel 1953, gli Stati Uniti iniziarono a fare pressioni sul Taiwan perché ritirasse i propri uomini. Alla fine del 1954, circa 6000 soldati lasciarono Burma e Li Mi dichiarò sciolto il suo esercito. Migliaia ad ogni modo rimasero e la Repubblica di Cina continuò a sostenerle segretamente.
L'insurrezione islamica del Kuomintang in Cina (1950–1958) venne combattuta proprio da questo esercito che si rifiutò di arrendersi alla Cina comunista tra gli anni '50 e '60.
Durante la guerra di Corea alcuni soldati catturati vennero rimpatriati in Taiwan.
Con l'allontanarsi del supporto statunitense, il Taiwan vide come sempre più fondamentali i propri possedimenti nella provincia di Fujian per una futura campagna per sconfiggere la Cina comunista e riprendere il controllo dello stato intero. Il 3 settembre 1954, la prima crisi dello stato di Taiwan benne iniziò quando l'Esercito Popolare della Liberazione iniziò a minacciare la presa delle isole Dachen. Il 20 gennaio 1955, l'esercito cinese prese la vicina isola di Yijiangshan, uccidendo o ferendo l'intera guarnigione di 720 uomini. Il 24 gennaio del medesimo anno, il Congresso statunitense passò la risoluzione di Formosa autorizzando il presidente a difendere le coste del Taiwan. La prima crisi dello stretto del Taiwan si concluse nel marzo del 1955 quando l'esercito cinese cessò i suoi bombardamenti. Venne portata a termine nel corso della conferenza di Bandung.
La seconda crisi dello stretto di Taiwan ebbe inizio il 23 agosto 1958 con degli scontri aerei e navali tra la Repubblica Popolare Cinese e la Repubblica di Cina, con Quemoy che venne pesantemente bombardata dalla Cina e Amoy dal Taiwan, terminando nel novembre di quello stesso anno. Ancora una volta gli americani vennero chiamati ad intervenire interrompendo questa volta i rifornimenti del Taiwan, ma nel contempo rifiutarono la proposta di Chiang Kai-shek di bombardare le artiglierie nemiche.
Malgrado la fine delle ostilità, da ambo le parti non venne mai siglata una fine formale delle ostilità né venne mai raggiunto un accordo.
Dagli anni '50 la "guerra", divenuta ormai più simbolica che reale, venne rimpiazzata dai fatti armati alla propaganda contro il regime opposto al proprio. La "guerra" anche se non dichiarata cessò formalmente solo nel 1979 col ristabilirsi delle relazioni diplomatiche tra la Cina ed il Taiwan.
Durante questo periodo i due paesi quasi non ebbero contatti (pur stante la vicinanza geografica), venendo bloccati tutti i trasporti da e per le due direzioni, sebbene non mancassero occasionali defezioni. Uno degli appartenenti più illustri a quest'ultima categoria fu Justin Yifu Lin, che nuotò letteralmente attraverso lo stretto di Kinmen in Cina ed è stato vicepresidente della Banca Mondiale dal 2008 al 2012.
Molti osservatori esterni avevano fatto notare come il governo di Chiang sarebbe caduto nel caso di un'invasione comunista di Taiwan e per questo gli Stati Uniti non mostrarono alcun interesse nel supportare il suo governo, avviato ormai al suo stadio terminale. Le cose cambiarono radicalmente con lo scoppio della guerra di Corea nel giugno del 1950, dove il Taiwan si dimostrò un'importante piazzaforte al punto che il presidente americano Harry S. Truman in persona ordinò che la flotta statunitense si portasse nello stretto di Taiwan per impedire alle due nazioni di attaccarsi a vicenda, sfruttando la guerra di Corea come pretesto.
Dopo che il Taiwan ebbe a lamentarsi con le Nazioni Unite per il supporto dell'Unione Sovietica alla Cina, l'Assemblea Generale delle Nazioni Unite approvò la cosiddetta "risoluzione 505" il 1 febbraio 1952 che condannò l'Unione Sovietica.
Diplomaticamente durante questo periodo e sino al 1971 circa, il governo taiwanese continuò ad essere riconosciuto dalla maggior parte dei governi della NATO, mentre il governo cinese venne riconosciuto come legittimo anche nel Taiwan da parte di tutti i paesi facenti parte del blocco sovietico e da alcune nazioni occidentali come ad esempio il Regno Unito ed i Paesi Bassi. Entrambi i governi continuavano a proclamarsi come legittimi sul governo della Cina intera, decretando il proprio oppositore come illegittimo.
Entrambe le nazioni ingaggiarono una guerra d'influenza per ottenere la fiducia di nuovi alleati di modo da ottenere supporto militare durante il conflitto o per supportare alcuni propri interessi. Le azioni in cui il contrasto tra le due nazioni, seppur non direttamente coinvolte, si fece sentire nell'ambito dell'influenza furono: conflitto interno in Birmania, guerra di Corea, guerra civile laotiana, rivolte di Hong Kong del 1956, insurrezione comunista in Thailandia, incidente del 3 dicembre, rivolte di Hong Kong del 1967 e ribellione dell'NDF.

### Lo scongelamento delle relazioni (1979–1998)

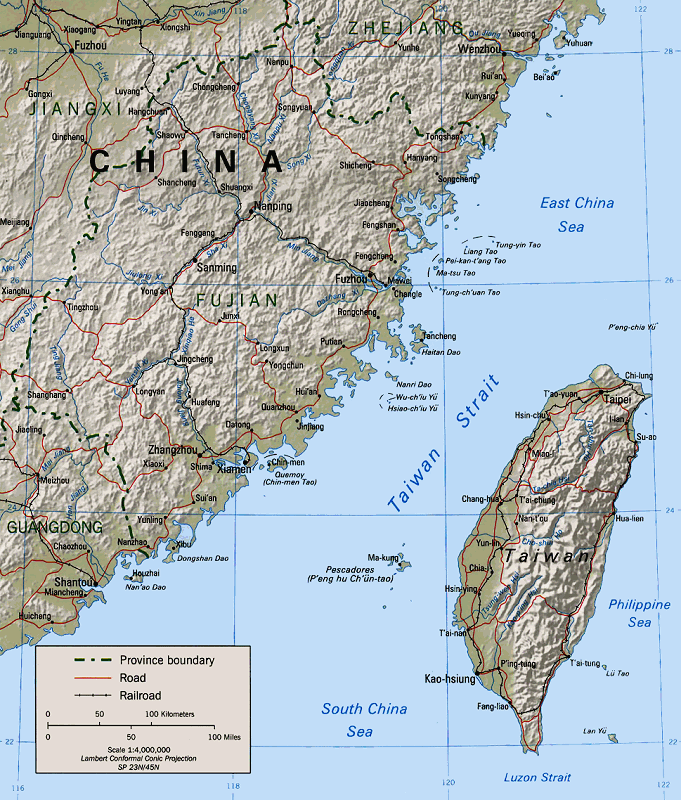
Lo stretto di Taiwan

A seguito della rottura delle relazioni ufficiali tra Stati Uniti e Taiwan nel 1979, il governo taiwanese sotto la guida di Chiang Ching-kuo mantenne la cosiddetta "Politica dei tre no" riguardo alle comunicazioni col governo cinese. Questa politica ad ogni modo venne rivista a seguito dell'attacco ad un cargo della China Arilines nel maggio del 1986 nella quale un pilota taiwanese costrinse gli altri membri della ciurma a dirottare l'aereo a Guangzhou. Per tutta risposta, Chiang inviò dei delegati ad Hong Kong per discutere ufficialmente con la Cina, fatto che venne vito come una svolta ufficiale nelle relazioni tra i due paesi.
Nel 1987 il governo taiwanese iniziò a permettere delle visite in Cina, fatto di cui beneficiarono i vecchi soldati che erano rimasti separati dalle loro famiglie in Cina per decenni.
Per avviare però dei negoziati con la Cina senza compromettere le rispettive posizioni dei due paesi, ancora fortemente arroccati a livello politico, il governo taiwanese sotto Chiang Ching-kuo creò la "Straits Exchange Foundation" (SEF), una istituzione nominalmente non governativa guidata dal Mainland Affairs Council, uno strumento dello Yuan esecutivo. La Repubblica Popolare Cinese rispose a questa iniziativa fondando l'Association for Relations Across the Taiwan Straits (ARATS). Questo sistema, descritto come "guanti bianchi", permise ai due governi di parlarsi in maniera semi-ufficiale senza compromettere i rispettivi punti di vista sulle politiche di sovranità.
Guidate rispettivamente da due vecchi e rispettati statisti, Koo Chen-fu e Wang Daohan, le due organizzazioni portarono ad un incontro tra i due paesi nel 1992, che diede inizio ad una successiva corrispondenza ed al Consenso del 1992.
Col tempo però erano cambiate anche le reali posizioni politiche dei due paesi, ed in particolare il Taiwan stava allontanandosi sempre più dal concetto di riunificare la Cina sotto la propria sovranità, preferendo piuttosto dare voce alle proprie tendenze indipendentiste come entità politica nazionale. Nel 1996 l'Esercito di Liberazione Popolare tentò di influenzare le elezioni in Taiwan conducendo esercitazioni missilistiche, fatto che portò alla terza crisi dello stretto di Taiwan che portò nel 1998 nuovamente all'interruzione delle discussioni.

### Contatti non ostili (1998–2008)

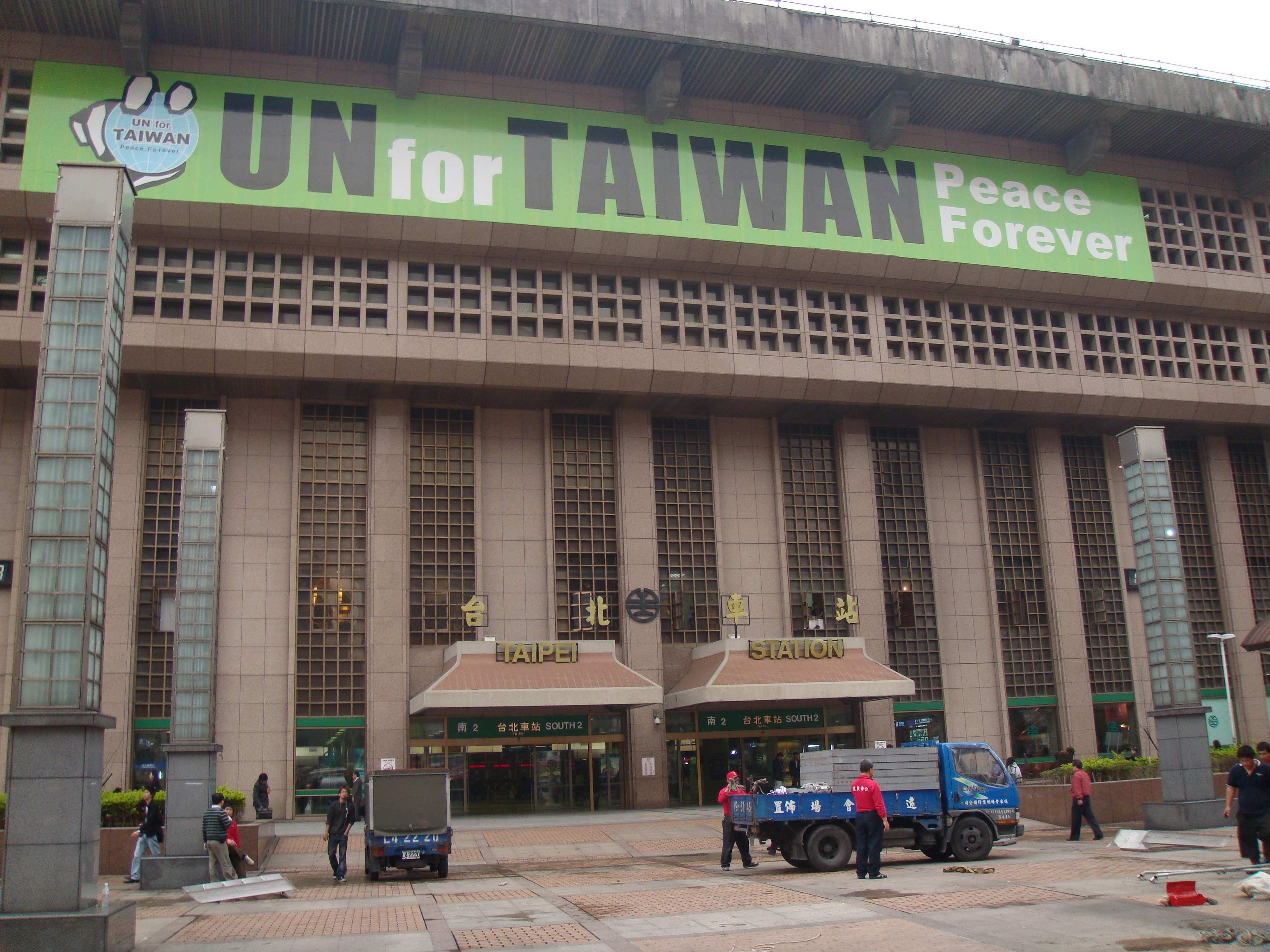
Manifesto che evidenzia il sostegno delle Nazioni Unite per il Taiwan nella Stazione ferroviaria di Taipei.

Chen Shui-bian venne eletto presidente del Taiwan nel 2000. Politicamente, Chen si dimostrò da subito favorevole alla totale indipendenza del Taiwan, ripudiando il Consenso del 1992 ed alla politica dell'"unica Cina" che aveva dominato in precedenza, impedendo così il miglioramento delle relazioni con la Cina.
Hu Jintao divenne presidente della Cina nel 2003, sebbene dal 2002 fosse de facto segretario generale del partito comunista cinese e quindi capo supremo ed indiscusso dell'intero paese.
Mentre Chen ripudiava il consenso del 1992, Hu continuava ad insistere che i negoziati dovevano esistere ed anzi procedere sull'accordo del principio dell'"unica Cina". Chen Shui-bian ed il suo partito continuarono ad esprimere la loro priorità nel raggiungimento di una formale indipendenza del Taiwan. Nel contempo Hu continuò la costruzione di missili e basi missilistiche nei pressi dello stretto del Taiwan come minaccia costante, oltre a seguitare a creare pressioni diplomatiche ad altre nazioni al fine ultimo di isolare il Taiwan.
Malgrado queste provocazioni, nel 2001 Chen decise di togliere il bando commerciale che da 50 anni affliggeva le possibilità di scambi commerciali con la Cina, rendendo quindi possibile l'apertura verso una nuova economia. Nel corso della Guerra in Iraq nel 2003, la Repubblica Popolare Cinese permise agli aerei del Taiwan di utilizzare lo spazio aereo cinese per le operazioni di sostegno.
Dopo la rielezione di Chen Shui-bian nel 2004, il governo di Hu continuò la propria politica di non-contatto col governo taiwanese contro ogni forma di indipendentismo locale, perdendo però gran parte della propria retorica storica sul Taiwan. Nella sua Dichiarazione del 17 maggio del 2004, Hu Jintao fece delle aperture amichevoli nei confronti del Taiwan sulla ripresa dei negoziati per i "tre collegamenti", riducendo le incomprensioni e favorendo nuove consultazioni. Nella Legge anti-secessione approvata dal governo cinese nel 2005, per la prima volta, la Cina rinunciò al proprio autoritarismo, dando la possibilità di aprire dei negoziati paritetici col Taiwan, senza imporre la politica dell'"unica Cina" come precondizione iniziale, pur mantenendo comunque entrambe le parti la loro convinzione politica al riguardo.

### La ripresa dei contatti (2008–2016)

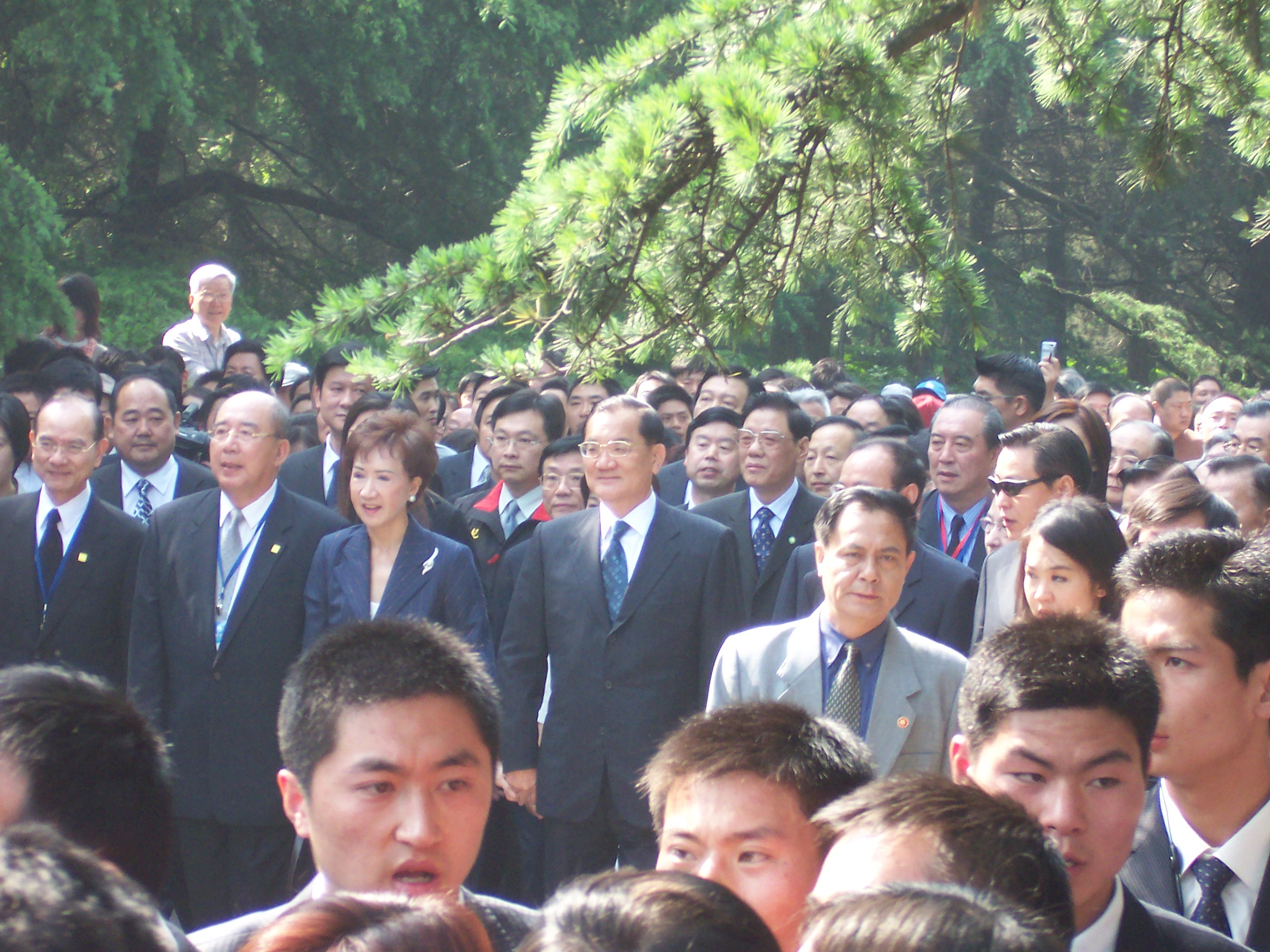
Lien Chan (prima fila, quarto da sinistra, dietro) e Chiang Pin-kung (prima fila, secondo da sinistra, dietro) visitano il Mausoleo di Sun Yat-sen a Nanjing nel 2005.

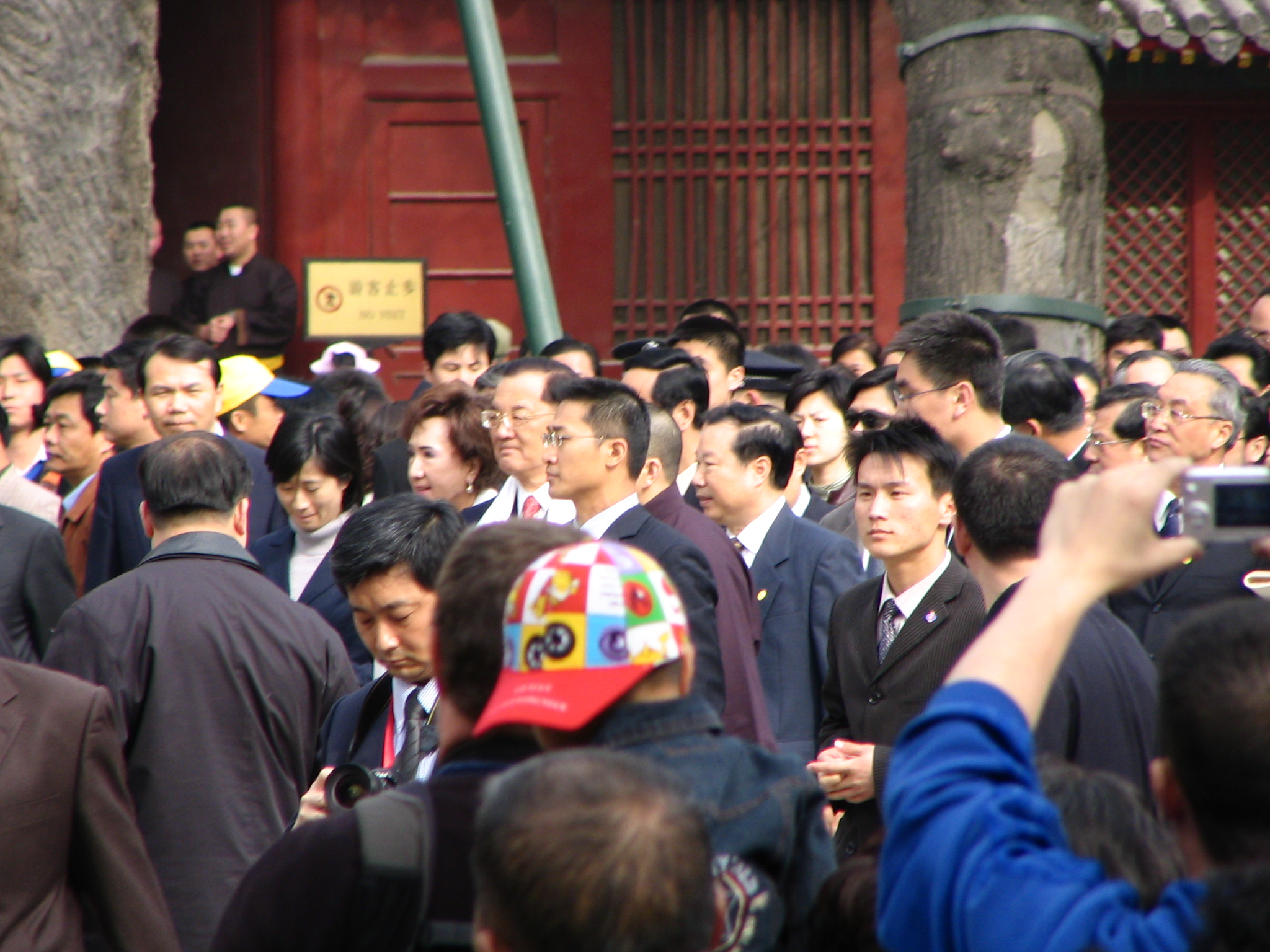
La seconda visita di Lien Chan in Cina nell'aprile del 2006.

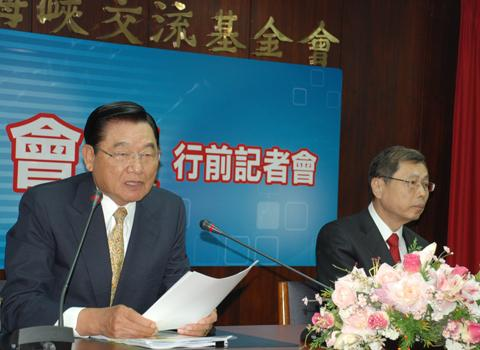
Il 7º summit di Chen-Chiang a Tianjin tra ARATS e SEF nell'ottobre del 2011

I sempre crescenti contatti tra le due nazioni culminarono nella Visita del Pan-Blue del 2005 in Cina, con lo storico incontro tra Hu e Lien Chan nell'aprile del 2005.
Fecero seguito una serie di incontri tra le due parti. Il 12 aprile 2008, Hu Jintao tenne un meeting con il vicepresidente eletto del Taiwan, Vincent Siew, presso la sede della Cross-Straits Common Market Foundation nel corso del Boao Forum for Asia. Il 28 maggio 2008, incontrò il taiwanese Wu Po-hsiung, i quali si accordarono per la prima volta per riprendere delle discussioni diplomatiche semi-ufficiali sulla base del consenso del 1992.
Il 26 marzo 2008, Hu Jintao ebbe una storica telefonata col presidente statunitense George W. Bush, nella quale egli stesso spiegò come il "consenso del 1992" vedesse "entrambe le parti riconoscere l'esistenza di un'unica Cina, ma che esse differivano sulla sua definizione politica". La prima priorità dell'incontro SEF–ARATS fu quella di riaprire immediatamente la politica dei "tre collegamenti" tra Cina e Taiwan.
Ovviamente, come si può intuire da questi continui contatti e definizioni, entrambe le parti dimostrarono in tutte le occasioni di avere notevoli difficoltà dal momento che il consenso del 1992 aveva in essere un'ambiguità notevole sulla definizione della sovranità della Cina. Come ebbe a precisare Wu Po-hsiung in una conferenza stampa in occasione della sua visita in Cina nel 2008: "noi non ci riferiamo più alla Repubblica di Cina come la nostra controparte non usa più il termine Repubblica Popolare Cinese'". Nelle elezioni del marzo di quell'anno in Taiwan, il governo cinese per la prima volta non fece più alcuna menzione della "politica dell'unica Cina".
Il dialogo tra organizzazioni semi-ufficiali (SEF ed ARATS) si è riaperto il 12 giugno 2008 sulla base del consenso del 1992 con un primo incontro a Pechino. Né la Repubblica Popolare Cinese né il Taiwan hanno riconosciuto ufficialmente l'entità opposta come legittima e pertanto i contatti si sono limitati a coinvolgere l'SEF e l'ARATS anziché i due governi come partecipanti. Chen Yunlin, presidente dell'ARATS, e Chiang Pin-kung, presidente del SEF, riaprirono il 12 giugno degli accordi secondo i quali dal 4 luglio successivo sarebbero stati possibili dei voli aerei tra i due paesi e che il Taiwan avrebbe ammesso l'entrata di 3000 visitatori cinesi al giorno come massimo.
Le relazioni finanziarie tra le due parti sono state migliorate dal 1 maggio 2009 con un accordo definito come "pietra miliare" dal The Times. Per la prima volta infatti il governo Taiwanese permise agli investitori cinesi di commerciare ed entrare nel mercato commerciale locale (non succedeva dal 1949). Questa mossa fu parte di un movimento "step by step" per rilassare la tensione generale tra i due paesi, anche perché difficilmente la Cina aprirebbe una guerra con un paese dove ha dei crescenti interessi. La principale compagnia di telecomunicazioni cinese, la China Mobile, fu la prima a investire 529 milioni di dollari per comprare il 12% della Far EasTone, il terzo più grande operatore di telecomunicazioni nel Taiwan.
Il presidente Ma ha chiesto ripetutamente alla Repubblica Popolare Cinese per smantellare alcune batterie missilistiche dirette verso il Taiwan, ma senza risultati.
Il 30 gennaio 2010, l'amministrazione Obama annunciò di avere intenzione di vendere 6,4 bilioni di dollari di sistemi antimissile, elicotteri ed altri strumenti militari al Taiwan, una mossa che ebbe ovviamente delle conseguenze pesanti in Cina dove il governo tagliò ogni collegamenti militare con Washington, facendo sapere che le relazioni tra Stati Uniti e Cina ne avrebbero risentito.
Nel 100º anniversario della fondazione della Repubblica di Cina (Rivoluzione Xinhai), il presidente Ma invocò la libertà e la democrazia.
Nel giugno del 2013, la Cina ha proposto altre ulteriori 31 nuove misure per integrare il Taiwan economicamente.
Nell'ottobre del 2013, ancora una volta i due governi si incontrarono tramite i due ministri dell'economia delle rispettive parti, i quali si riconobbero reciprocamente coi loro titoli ufficiali, cercando quindi di instaurare sempre più un dialogo regolare tra le due entità e facilitare dunque gli scambi commerciali.

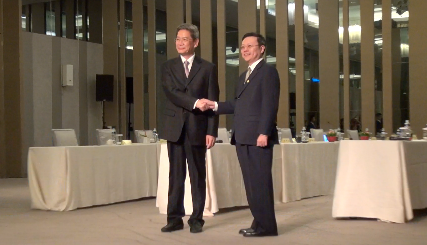
L'Incontro Wang-Zhang del 2014 a Taiwan.

L'11 febbraio 2014, il ministro Wang incontrò il ministro Zhang a Pechino, nella prima visita ufficiale tra i due governi dal 1949. L'incontro si tenne all'ex palazzo imperiale di Nanchino. Nanchino era stata capitale della Repubblica di Cina durante il periodo nel quale essa ebbe il controllo effettivo di tutta la Cina. Nel corso dell'incontro, Wang e Zhang si accordarono per stabilire un canale di comunicazione diretto e regolare tra le due parti sulla base del consenso del 1992, come pure per trovare una copertura assicurativa adeguata per gli studenti taiwanesi che si trovassero a studiare in Cina. Il 25–28 giugno 2014, Zhang si portò nel Taiwan per restituire il favore della visita.
Nel settembre del 2014, Xi Jinping, segretario generale del Partito Comunista Cinese, decise di adottare una politica ideologica innovativa chiamata "un paese, due sistemi" da applicare col Taiwan. Ovviamente non si faceva più alcun riferimento al concordato del 1992.

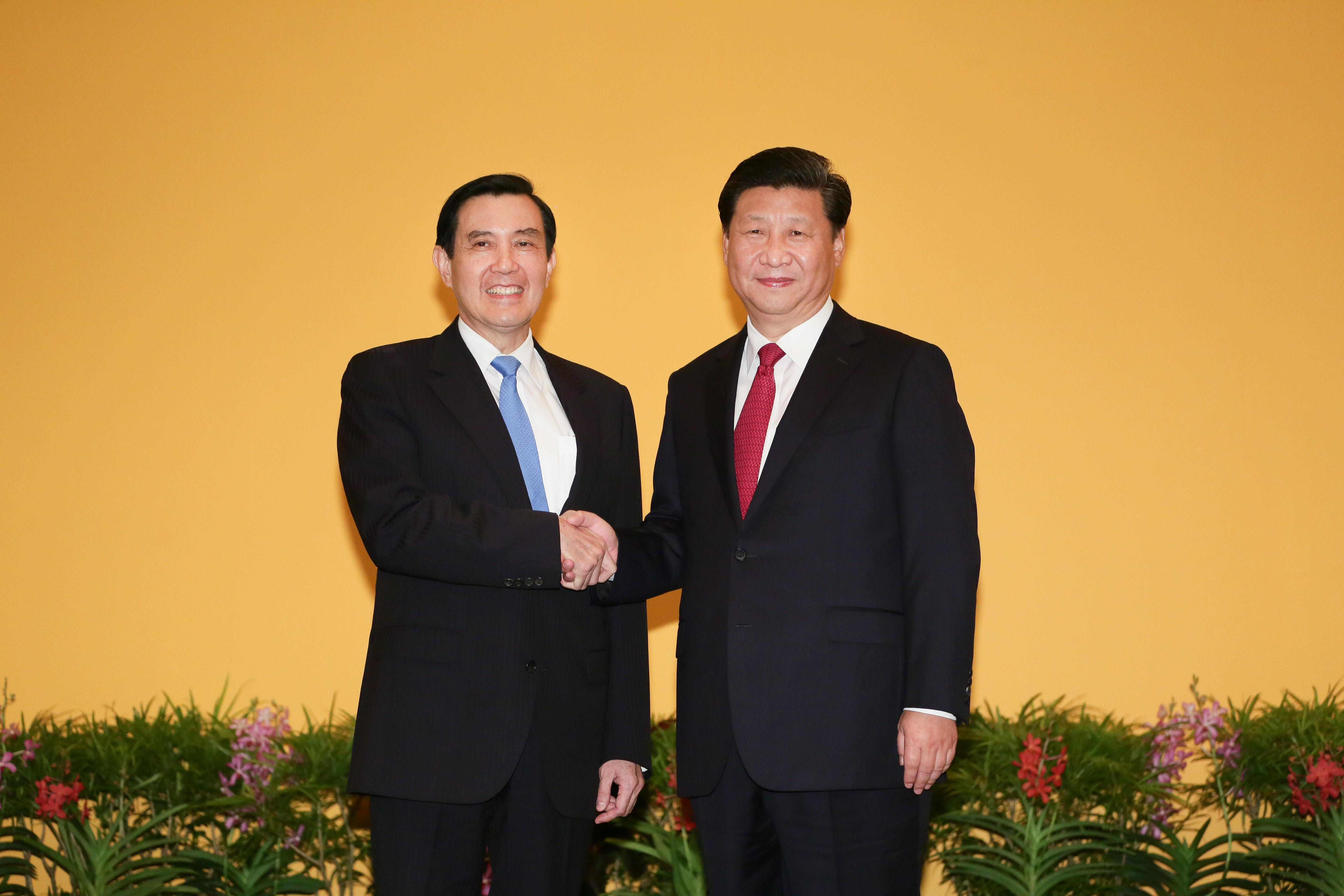
Incontro Ma-Xi del 2015 a Singapore.

Il 7 novembre 2015, Xi e Ma si incontrarono a Singapore, facendo così incontrare due capi di Stato per la prima volta dalla fine della guerra civile cinese del 1949. Si incontrarono coi ruoli di Capo dell'entroterra cinese e Capo del Taiwan rispettivamente.
Il 30 dicembre 2015, venne inaugurata una linea telefonica diretta tra i due capi di Stato. Con la prima conversazione il 5 febbraio 2016.
Nel marzo del 2016, l'ex ministro della giustizia taiwanese Luo Ying-shay si imbarcò in una storica visita di cinque giorni in Cina per migliorare i rapporti tra i due paesi.

### Deterioramento delle relazioni (2016–oggi)

#### Inaugurazione di Tsai Ing-wen
Nelle elezioni generali di Taiwan del 2016, Tsai Ing-wen e il DPP hanno ottenuto vittorie schiaccianti. Tsai inizialmente ha perseguito una strategia simile a Chen Shui-bian, ma dopo aver vinto le elezioni ha ricevuto un'accoglienza altrettanto gelida dalla RPC. Nel suo discorso di insediamento, la presidente Tsai ha riconosciuto che i colloqui sul Consenso del 1992 ha avuto luogo senza concordare sul raggiungimento di un consenso. Ha attribuito ai colloqui il merito di aver stimolato 20 anni di dialogo e scambio tra le due parti. Spera che gli scambi continuino sulla base di questi fatti storici, così come dell'esistenza del sistema costituzionale della Repubblica di Cina e della volontà democratica del popolo taiwanese. In risposta, Pechino ha definito la risposta di Tsai un "documento di prova incompleto" perché Tsai non era d'accordo con il contenuto del Consenso del 1992. Il 25 giugno 2016, Pechino ha sospeso la verifica ufficiale comunicazioni sullo stretto, con eventuali scambi rimanenti attraverso lo Stretto che successivamente avranno luogo attraverso canali non ufficiali. L'amministrazione Tsai ha impedito all'ex presidente Ma Ying-jeou di visitare Hong Kong,
Nell'ottobre 2017, Tsai Ing-wen ha espresso la speranza che entrambe le parti riprendessero le loro relazioni tra le due sponde dello Stretto dopo il 19º Congresso nazionale del Partito comunista cinese, e ha sostenuto che dovrebbero essere esaminate nuove pratiche e linee guida che regolano l'interazione reciproca. Tuttavia, Xi Jinping ha sottolineato la sovranità della RPC su Taiwan nel suo discorso di apertura al 19º Congresso Nazionale. Allo stesso tempo, ha offerto la possibilità di colloqui aperti e "scambi senza ostacoli" con Taiwan a condizione che il governo si impegni ad accettare il Consenso del 1992. A partire dal 2010, Pechino ha ridotto i permessi di visite turistiche di cittadini cinesi nell'isola in modo da mettere pressione al governo di Tsai Ing-wen. Eccetto Taiwan, anche Città del Vaticano e Palau sono state spinte dalla comunità internazionale a riconoscere la repubblica cinese invece che la Repubblica Popolare Cinese. La Cina è stata anche accusata di condurre una guerra ibrida contro Taiwan ed i politici taiwanesi, inclusi il presidente Tsai ed il Premier William Lai, insieme a testate giornalistiche internazionali, hanno più volte accusato la Cina di diffondere fake news via social media per creare divisione tra i cittadini dell'isola e di boicottare le elezioni.